# MAPK1
La MAP quinasa 1, también conocida como MAPK1, p42MAPK y ERK2, es una enzima codificada en humanos por el gen mapk1.
La MAPK1 pertenece a la familia de las MAP quinasas. Las MAP quinasas actúan como punto de integración de múltiples señales bioquímicas, y están implicadas en una amplia variedad de procesos celulares tales como proliferación celular, diferenciación celular, regulación de la transcripción y desarrollo. La activación de esta quinasa requiere su fosforilación por otras quinasas. Tras la activación, MAPK1 se trasloca al núcleo de las células estimuladas, donde fosforilará diversas dianas nucleares. Se han descrito dos variantes transcripcionales de este gen, que codifican la misma proteína, diferenciándose únicamente en los UTRs.

## Interacciones
La proteína MAPK1 ha demostrado ser capaz de interaccionar con:
- TSC2[3]
- PEA15[4]
- DUSP1[5][6]
- NEK2[7]
- DUSP3[8]
- STAT5A[9][10]
- MAPK14[11][12]
- FHL2[13]
- TNIP1[14]
- RPS6KA3[15][16]
- RPS6KA2[15][17]
- MAP2K1[11][18][19][20][21][22]
- RPS6KA1[16][17][23]
- PTPN7[24][25]
- MKNK1[26]
- CIITA[27]
- TOB1[28]
- PEBP1[19]
- DUSP22[29]
- Myc[30][31][32]
- ADAM17[33]
- SORBS3[34]
- ELK1[23][35]
- VAV1[36][37]
- HDAC4[38]
- MKNK2[26][39]
- MAP3K1[40]
- UBR5[23]